# جروانه
جروانه (انگلیسی: Jerwan) منطقه‌ای است در شمال موصل در استان نینوای عراق. این منطقه فاقد پوشش گیاهی است و سکونت در آن به‌صورت پراکنده صورت می‌گیرد.
این مکان به خاطر ویرانه‌های یک آباره عظیم که از رودخانه خنیس عبور می‌کند، شهرت دارد. این سازه با بیش از دو میلیون سنگ‌تراش‌خورده ساخته شده و در آن از طاق‌های سنگی و سیمان ضدآب استفاده شده است. برخی آن را کهن‌ترین آبارهٔ جهان می‌دانند، که پنج قرن پیش از ساخته‌های امپراتوری روم احداث شده است.

## آب‌راه جروانه
این آباره بخشی از شبکهٔ کانال عطروش است که توسط شاه امپراتوری آشور، سناخریب، بین سال‌های ۷۰۳ تا ۶۹۰ پیش از میلاد ساخته شد تا باغ‌های گسترده نینوا را آبیاری کند، و آب از دره خنیس، در ۵۰ کیلومتری شمال آن منحرف شده‌بود.
کتیبه‌ای روی این آباره چنین می‌خواند:
«سناخریب، شاه جهان، شاه آشور. از فاصله‌ای دور، مسیر آب را به اطراف نینوا هدایت کردم و آب‌ها را به‌هم پیوستم… بر فراز دره‌های پرشیب، آباره‌ای از سنگ‌های آهکی سفید برپا داشتم، و آب‌ها را از فراز آن جاری ساختم.»
برخی پژوهشگران بر این باورند که افسانه‌های مربوط به باغ‌های معلق بابل در واقع به باغ‌های گسترده سناخریب در نینوا اشاره دارد، نه به بابل (دولت‌شهر).

### جنجال تبلیغاتی شرکت لکسوس
در سال ۲۰۲۵، این آب‌راه در تبلیغی برای لکسوس به‌کار رفت که در آن خودرویی بر فراز سازه رانده شده و صحنه برای تبلیغ فیلم‌برداری شد. فیلم‌برداری این آگهی واکنش‌هایی را، به‌ویژه از سوی جامعه آشوری‌ها برانگیخت؛ هرچند تویوتا اعلام کرد هدف از این آگهی، پاسداشت میراث فرهنگی عراق بوده و پیش‌تر نیز این مکان محافظت نمی‌شده است.

## نگارخانه

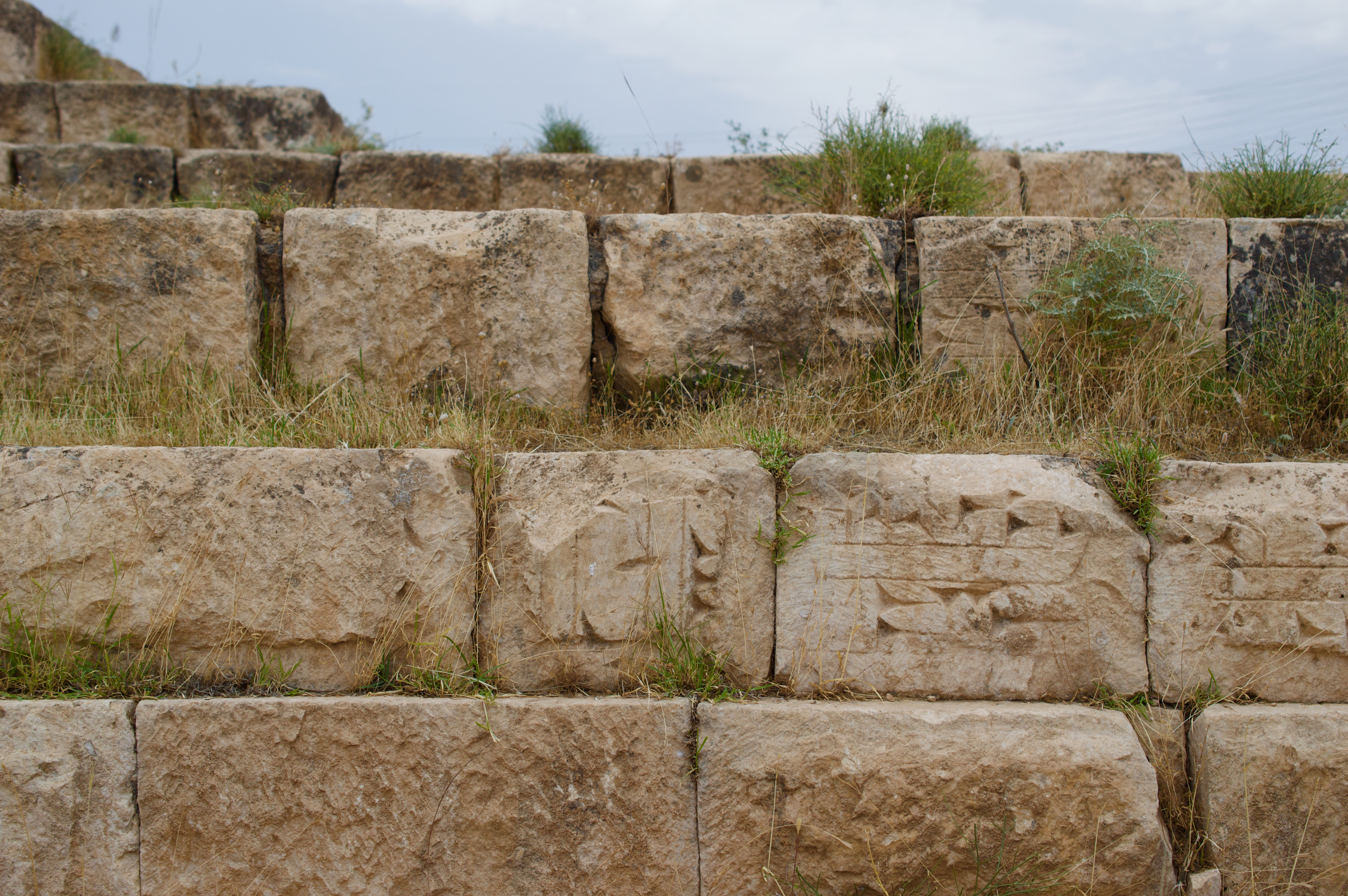
نمایی از محوطهٔ باستانی جروانه، بخشی از شبکه آبی سناخریب.
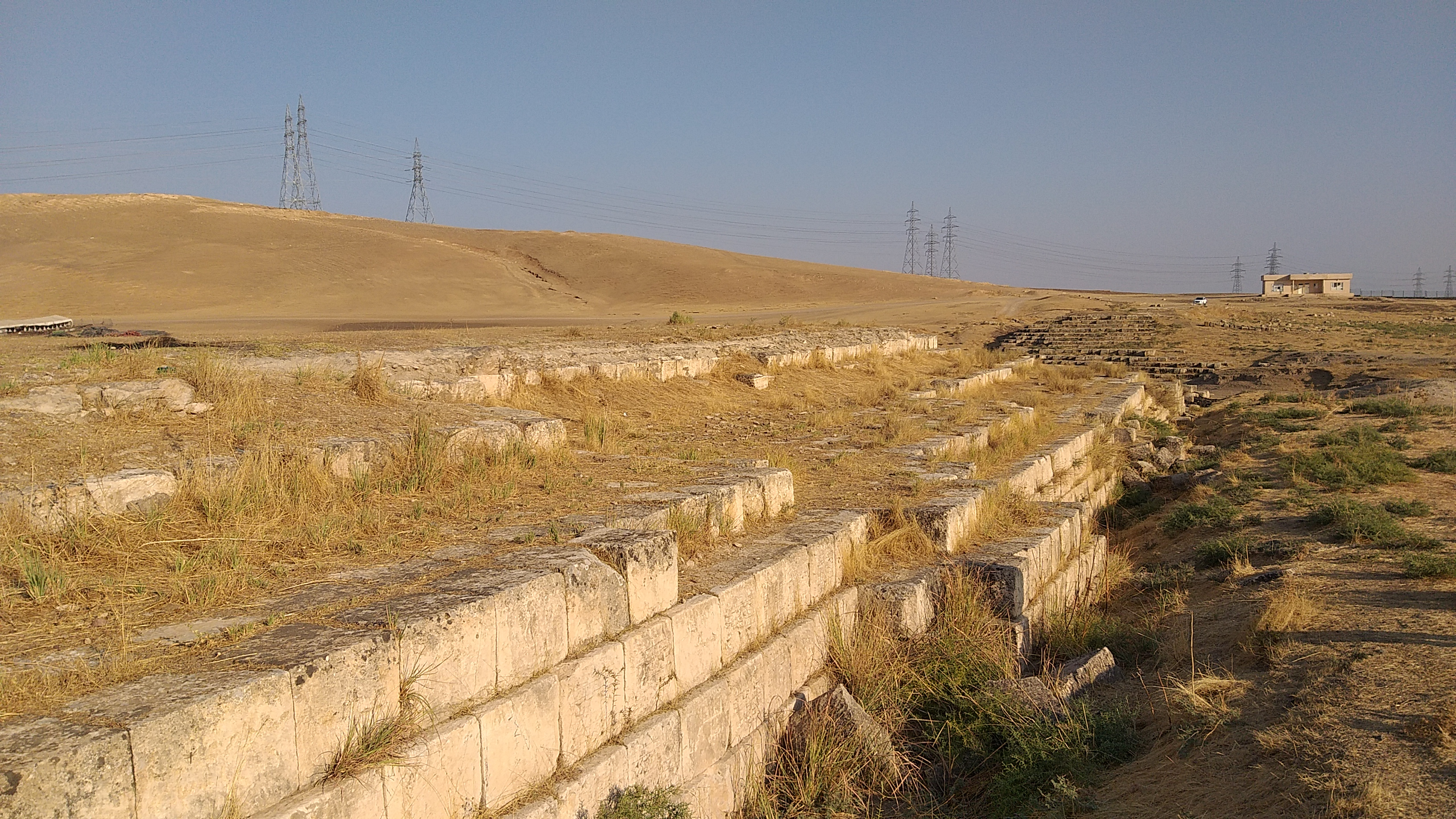
آب‌راه جروانه که ساختار چشم‌گیر سنگی آن را نشان می‌دهد.
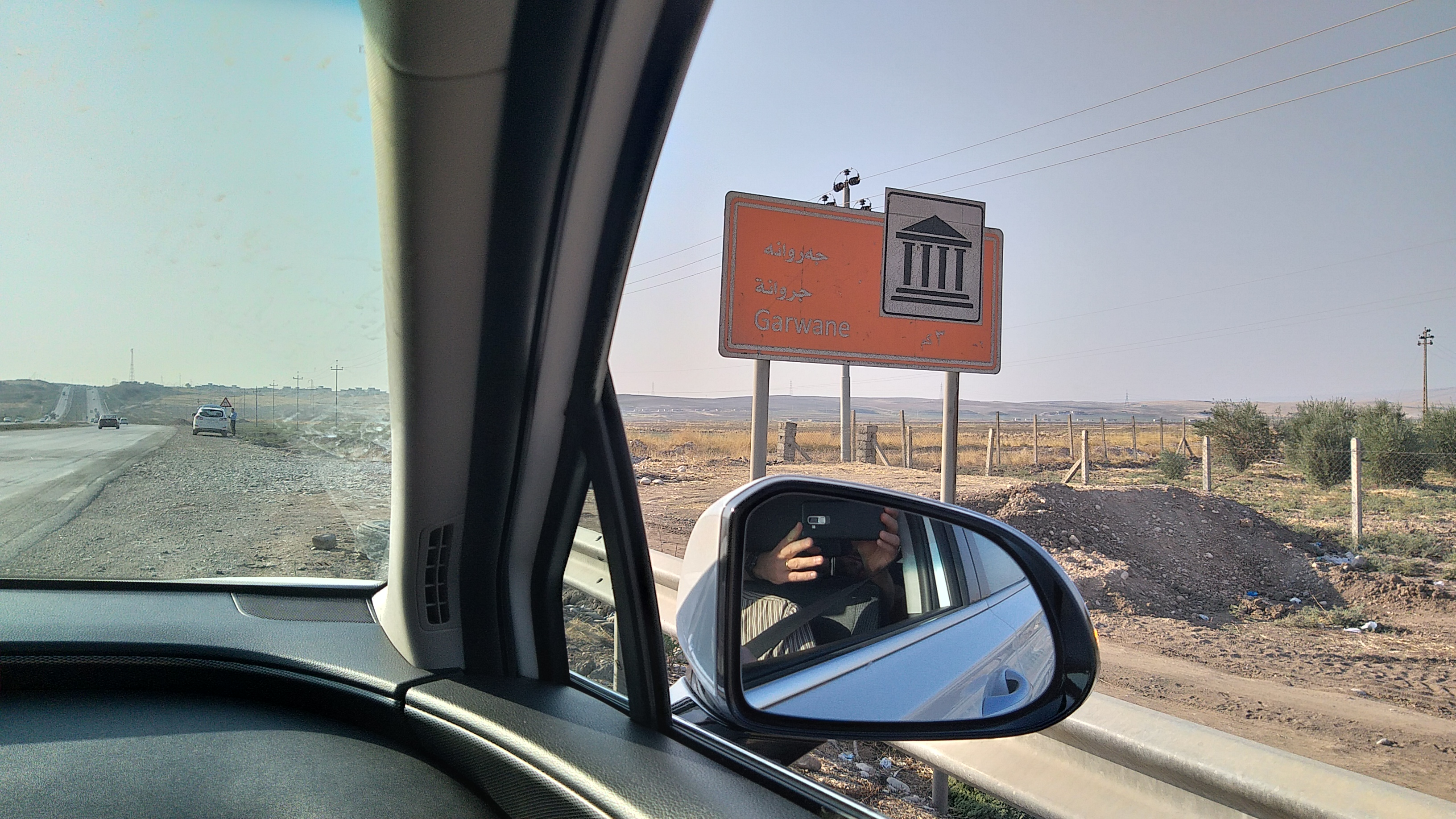
راه خاکی منشعب از جاده اربیل-دهوک که به جروانه منتهی می‌شود (نام به‌صورت نادرست نوشته شده).
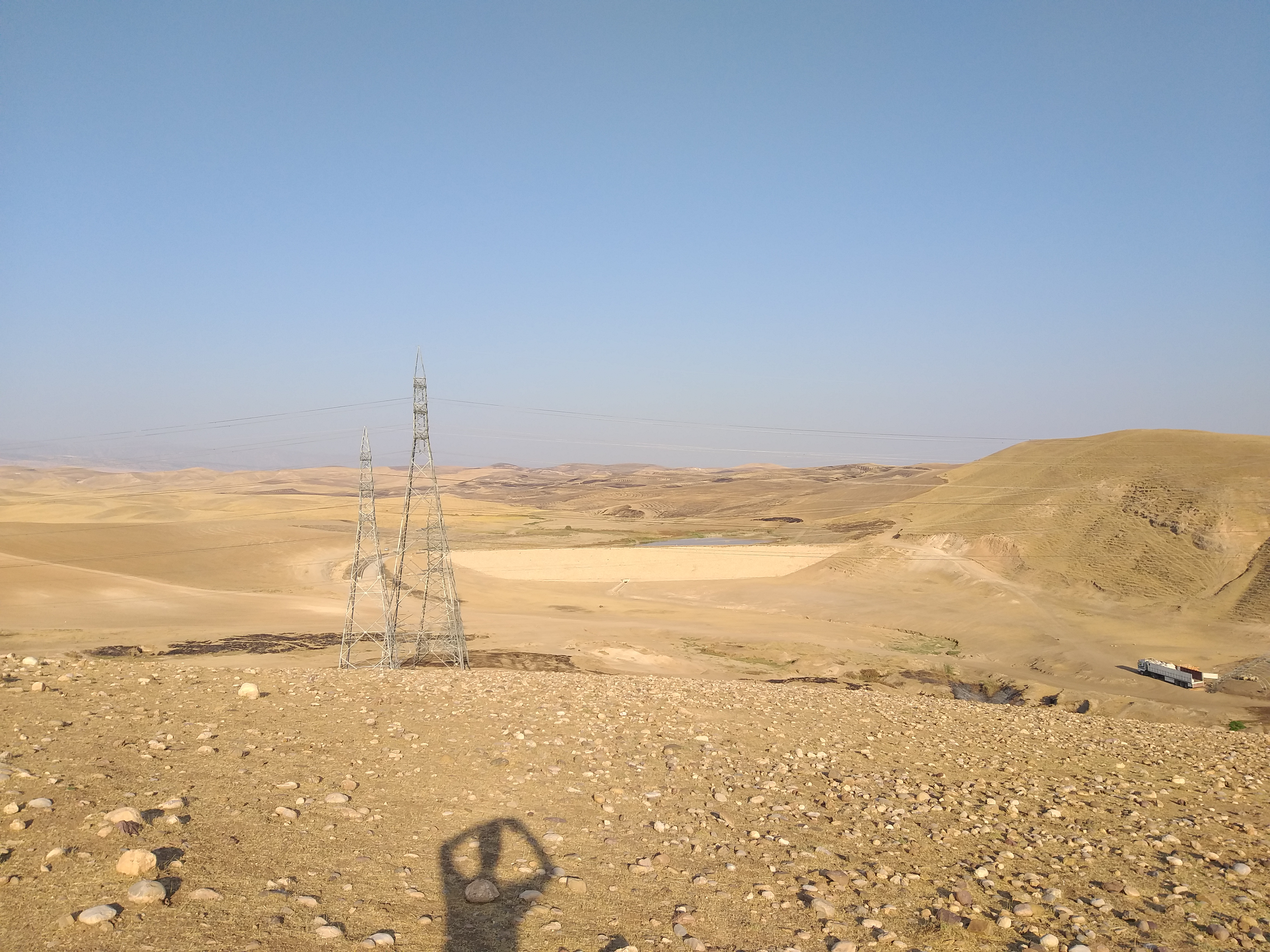
نمای نزدیک از سنگ‌چینی و طاق‌های آب‌راه جروانه.
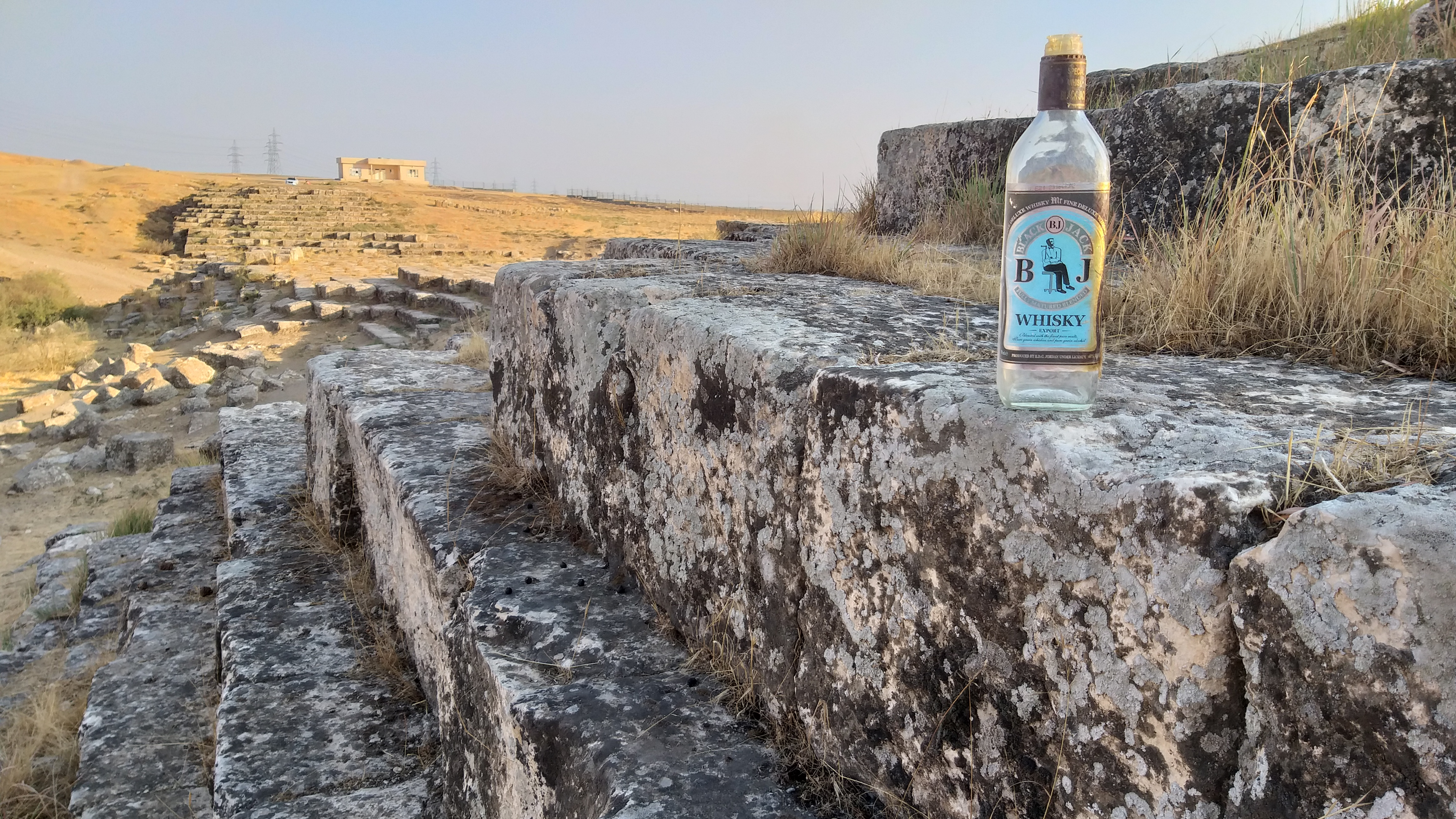
نمایی گسترده از آب‌راه جروانه با تأکید بر مقیاس بزرگ آن.
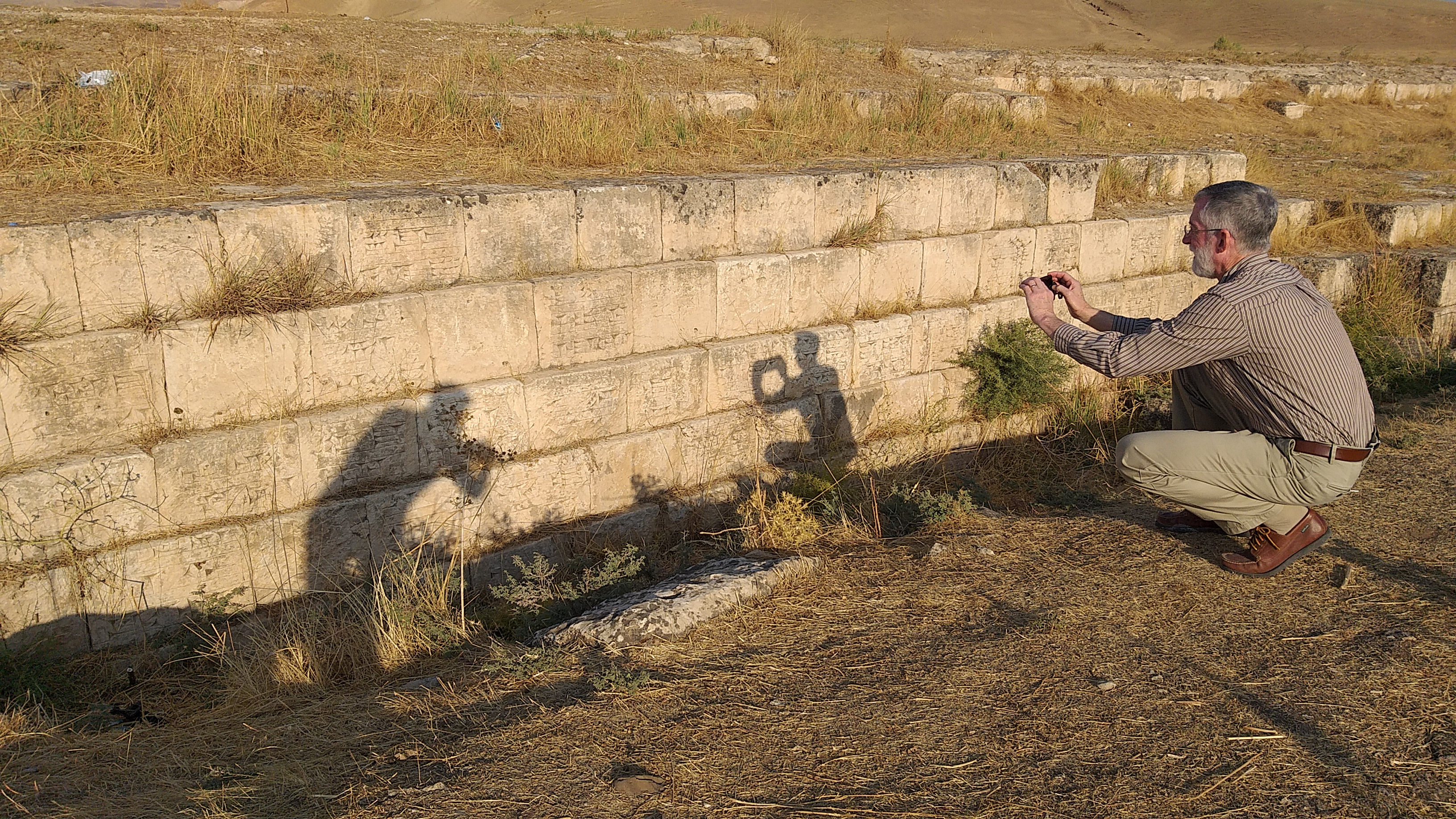
نمایی از آب‌راه جروانه با تمرکز بر طاق‌های سنگی.
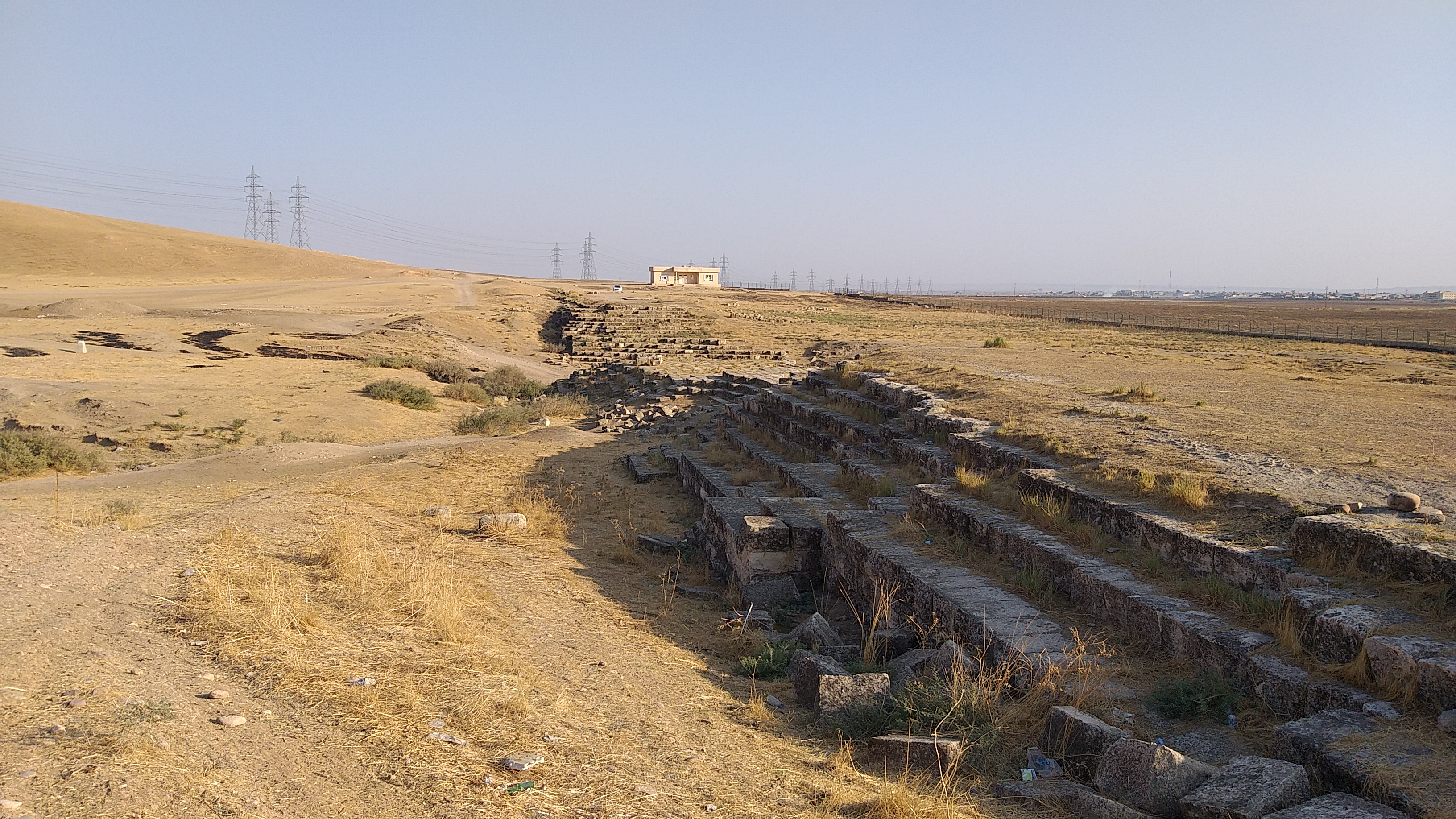
آب‌راه جروانه از دوردست، که با چشم‌انداز اطراف درآمیخته است.
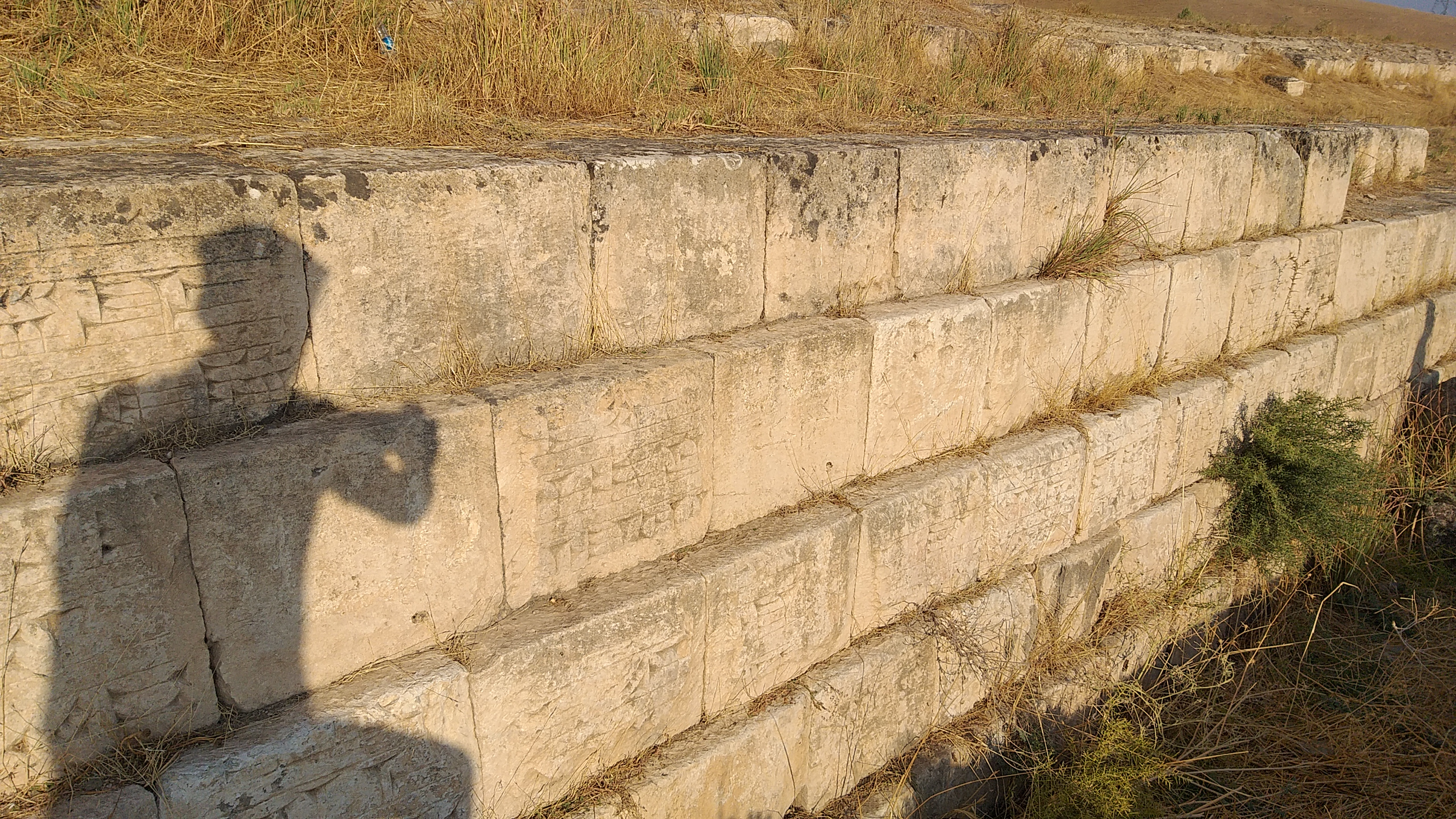
بخشی از آب‌راه جروانه با نمایش جزئیات طاق‌های سنگی.
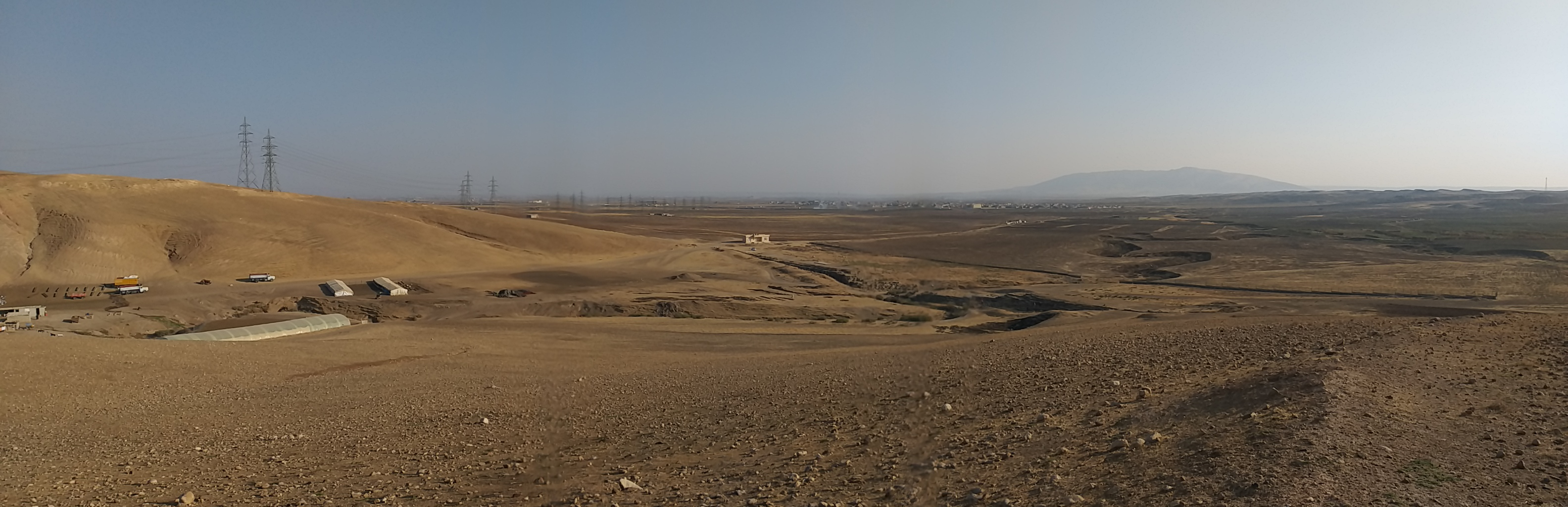
نمای نزدیک‌تر از سنگ‌چینی آب‌راه جروانه.
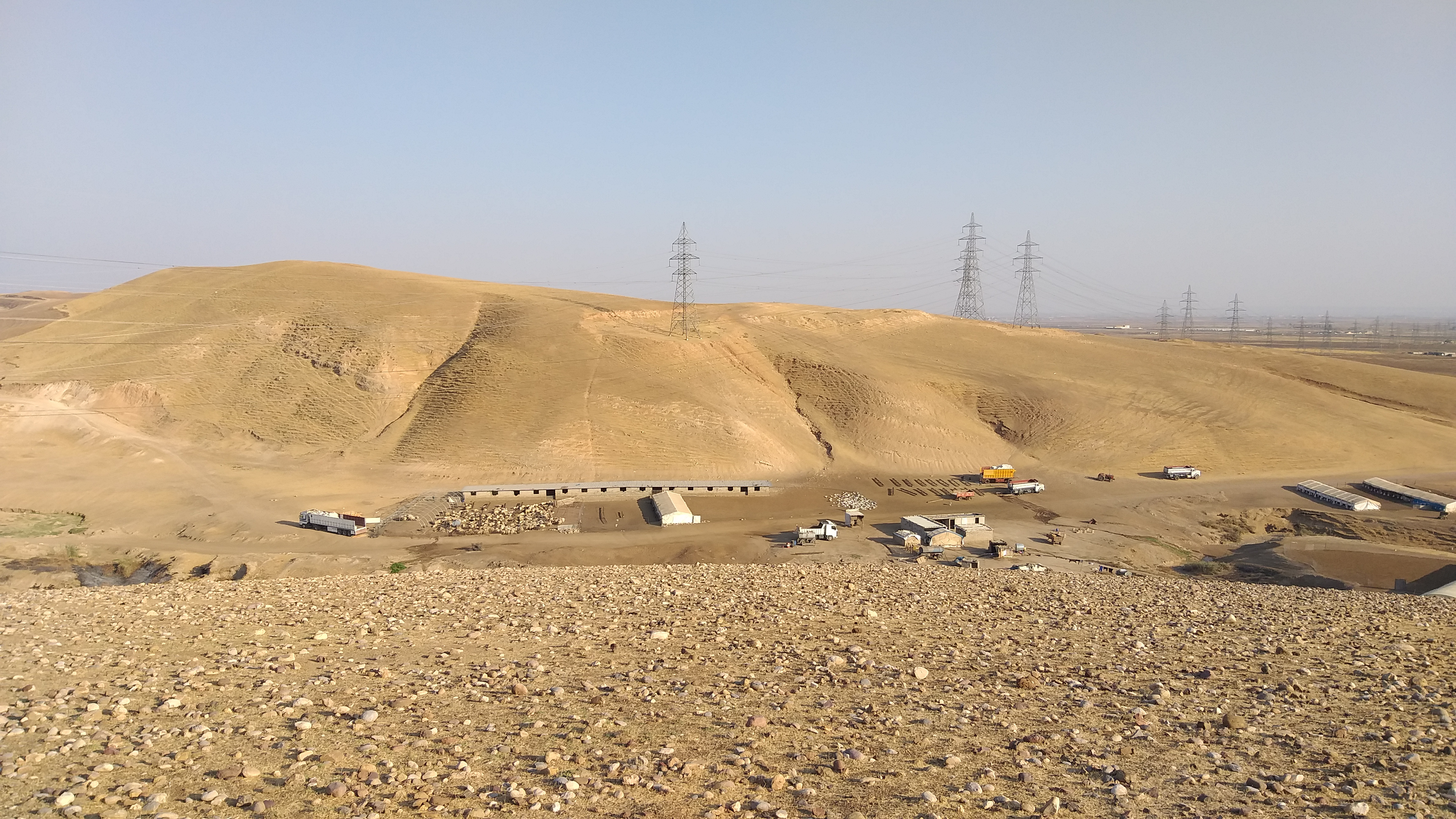
نمای سراسرنما از آب‌راه جروانه از زاویه‌ای مرتفع‌تر.
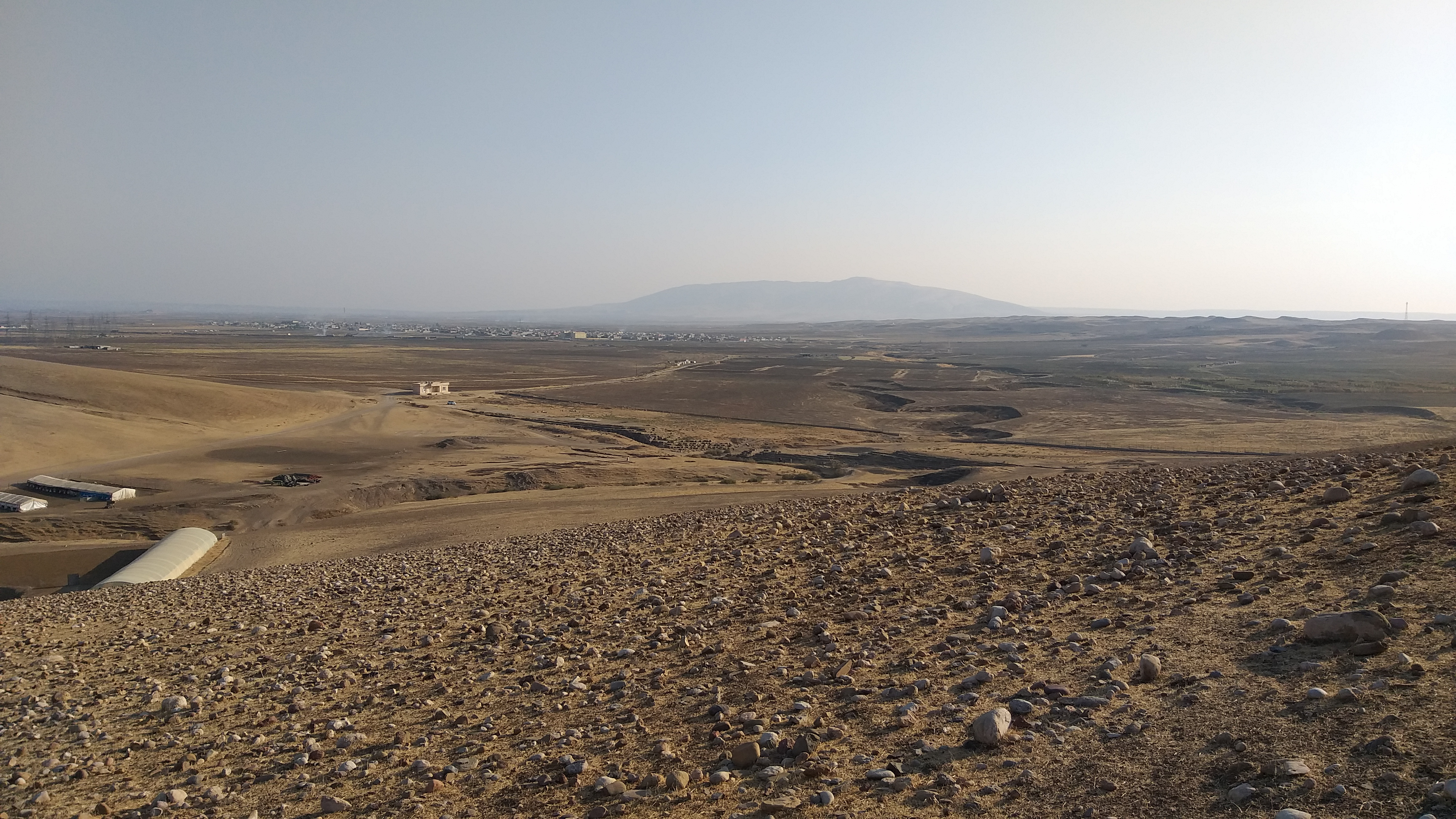
آب‌راه جروانه که پایداری سازه‌اش را نشان می‌دهد.
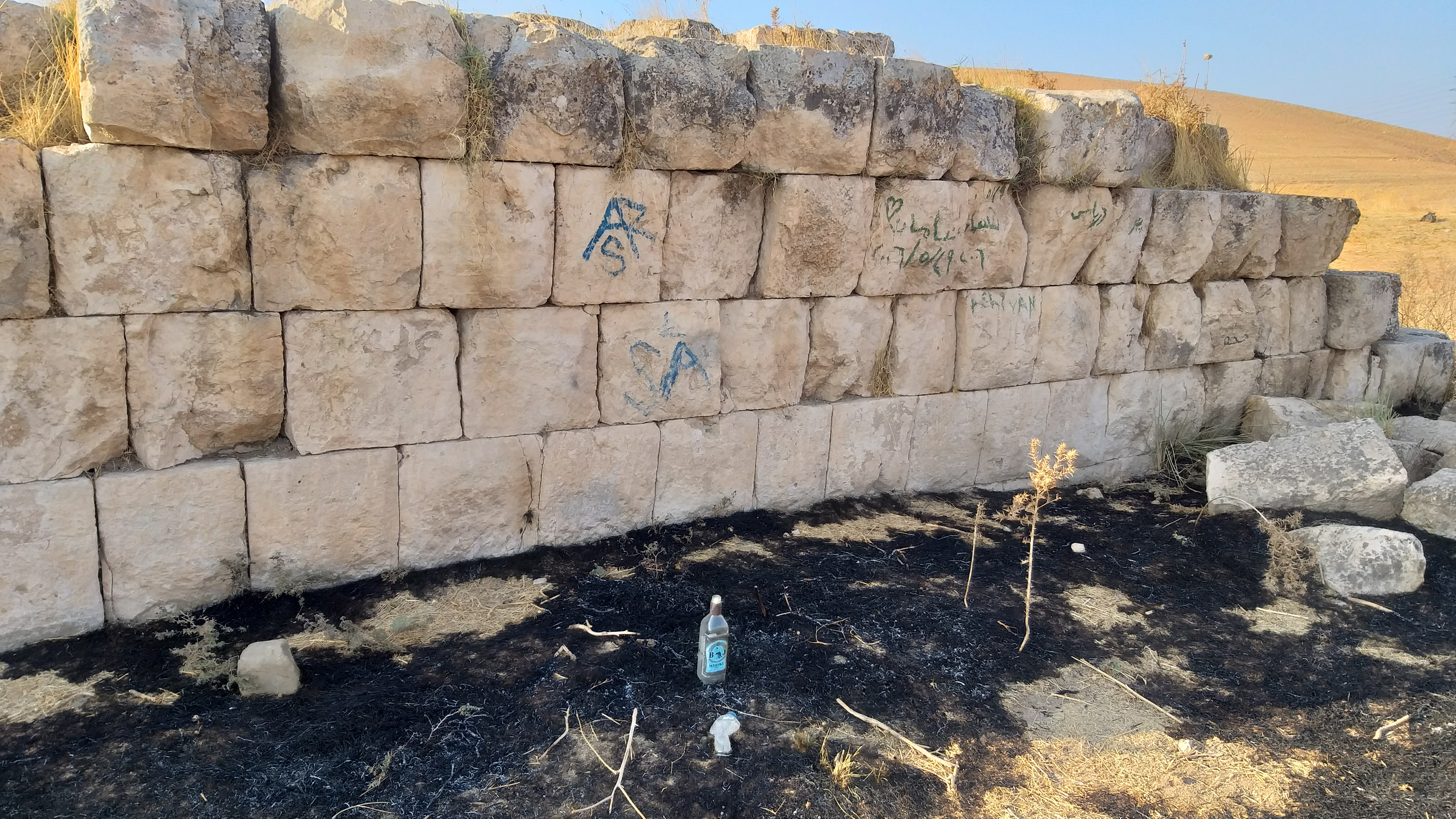
بخشی محفوظ‌مانده از آب‌راه جروانه.

## مطالعهٔ بیشتر
- اسناد مربوط به جروانه، توسط دانشگاه شیکاگو
- بازسازی آب‌راه جروانه
- Richard David Barnett, Sculptures from the north palace of Ashurbanipal at Nineveh (668–627 ق. م)، انتشارات موزه بریتانیا، ۱۹۷۶